# Obertrumer See
Der Obertrumer See, gelegentlich auch Obertrumersee, ist der größte der drei zum Salzburger Seengebiet gehörenden Trumer Seen im Salzburger Flachgau.

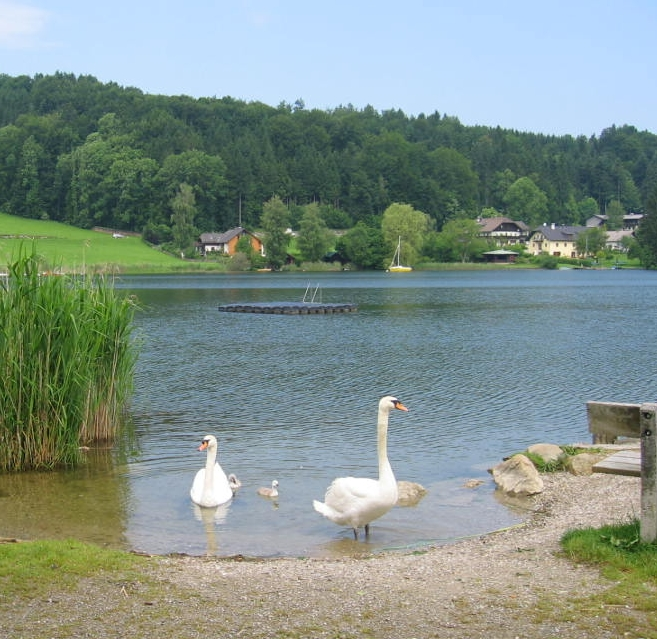
Obertrumer See bei Obertrum

Die Mattig (als Zufluss auch Mattigbach) durchfließt von Süden nach Norden den Obertrumer See und anschließend den Grabensee, der Mattsee entwässert über einen Kanal in den Obertrumer See.
Weitere wesentliche Zubringer des Obertrumer Sees sind der Altenberggraben bei Obertrum, der Stafflgraben bei Staffl (Gemeinde Obertrum), der Mattseeroider Bach bei Außerhof (Gemeinde Mattsee), der Wiesengraben bei Mitterhof (Gemeinde Mattsee), der Feichtengraben bei Feichten (Gemeinde Mattsee), sowie der Teufelsgrabenbach und der Pfarrgrabenbach bei Seeham.
Der Obertrumer See ist ein Badesee. Bezogen auf den Referenzzustand (typspezifischer natürlicher Zustand) wird die Wasserqualität des Obertrumer Sees mit „gut“ bewertet.
In Seeham und Staffl (bei Obertrum) gibt es Strandbäder. Am Obertrumer See liegen die Orte Obertrum am See, Seeham und Mattsee.
Seit 1998 gibt es ein elektrisch betriebenes Ausflugsschiff „Seenland“, das im regelmäßigen Linienbetrieb und im Rahmen von Sonderfahrten den Mattsee und den Obertrumer See befährt. Schifffahrt, die auf zwei Seen verkehrt, gibt es in Österreich ansonsten nur am Plansee und Heiterwanger See.
Im See wurde einer der acht österreichischen Einbäume gefunden. Er datiert laut Walter Werner ins Mittelalter.